# 马克斯赛恩
马克斯赛恩是德国莱茵兰-普法尔茨州的一个市镇。总面积13.51平方公里，总人口1113人，其中男性567人，女性546人（2011年12月31日），人口密度82人/平方公里。